# Овсянковский сельсовет (Могилёвская область)
Овся́нковский сельсовет (бел.  Аўсянкаўскі сельсавет; до 1992 г. — Любижский) — административно-территориальная единица Горецкого района Могилёвской области Белоруссии. Административный центр — агрогородок Овсянка.

## История
До 5 июня 1992 года сельсовет именовался Любижский.

## Состав
Включает 17 населённых пунктов:
- Гривец — деревня.
- Гулидовка — деревня.
- Душки — деревня.
- Кривцы — деревня.
- Кукшиново — деревня.
- Лихачево — деревня.
- Любиж — деревня.
- Овсянка — агрогородок.
- Осиповичи — деревня.
- Поленка — деревня.
- Полна — деревня.
- Сальники — деревня.
- Селец — деревня.
- Тимоховка — деревня.
- Тушевая — деревня.
- Ходоровка — деревня.
- Шеды — деревня.

## Население
- 1999 год — 2165 человек
- 2010 год — 1627 человек